# Пополаска
Пополаска (фр. Popolasca, корс. Upulasca) — коммуна во Франции, находится в регионе Корсика. Департамент коммуны — Верхняя Корсика. Входит в состав кантона Голо-Морозалья. Округ коммуны — Корте.
Код INSEE коммуны — 2B244.

## Население
Население коммуны на 2008 год составляло 49 человек.
| 1962 | 1968 | 1975 | 1982 | 1990 | 1999 | 2008 |
| ---- | ---- | ---- | ---- | ---- | ---- | ---- |
| 59   | 59   | 43   | 39   | 31   | 36   | 49   |

## Экономика
В 2007 году среди 29 человек в трудоспособном возрасте (15—64 лет) 19 были экономически активными, 10 — неактивными (показатель активности — 65,5 %, в 1999 году было 50,0 %). Из 19 активных работали 16 человек (10 мужчин и 6 женщин), безработными были 3 мужчин. Среди 10 неактивных 1 человек был учеником или студентом, 3 — пенсионерами, 6 были неактивными по другим причинам.

## Фотогалерея

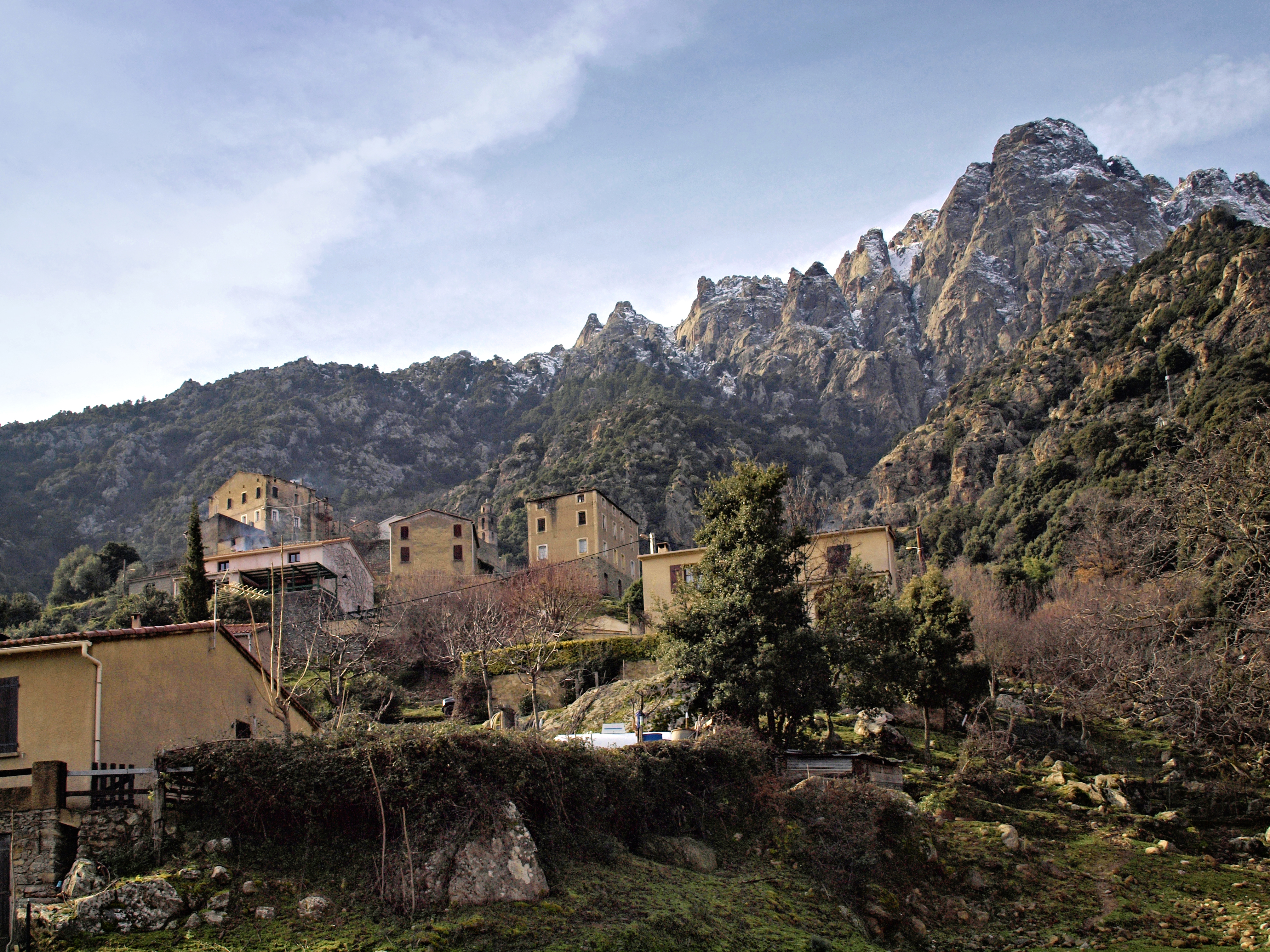
Пополаска
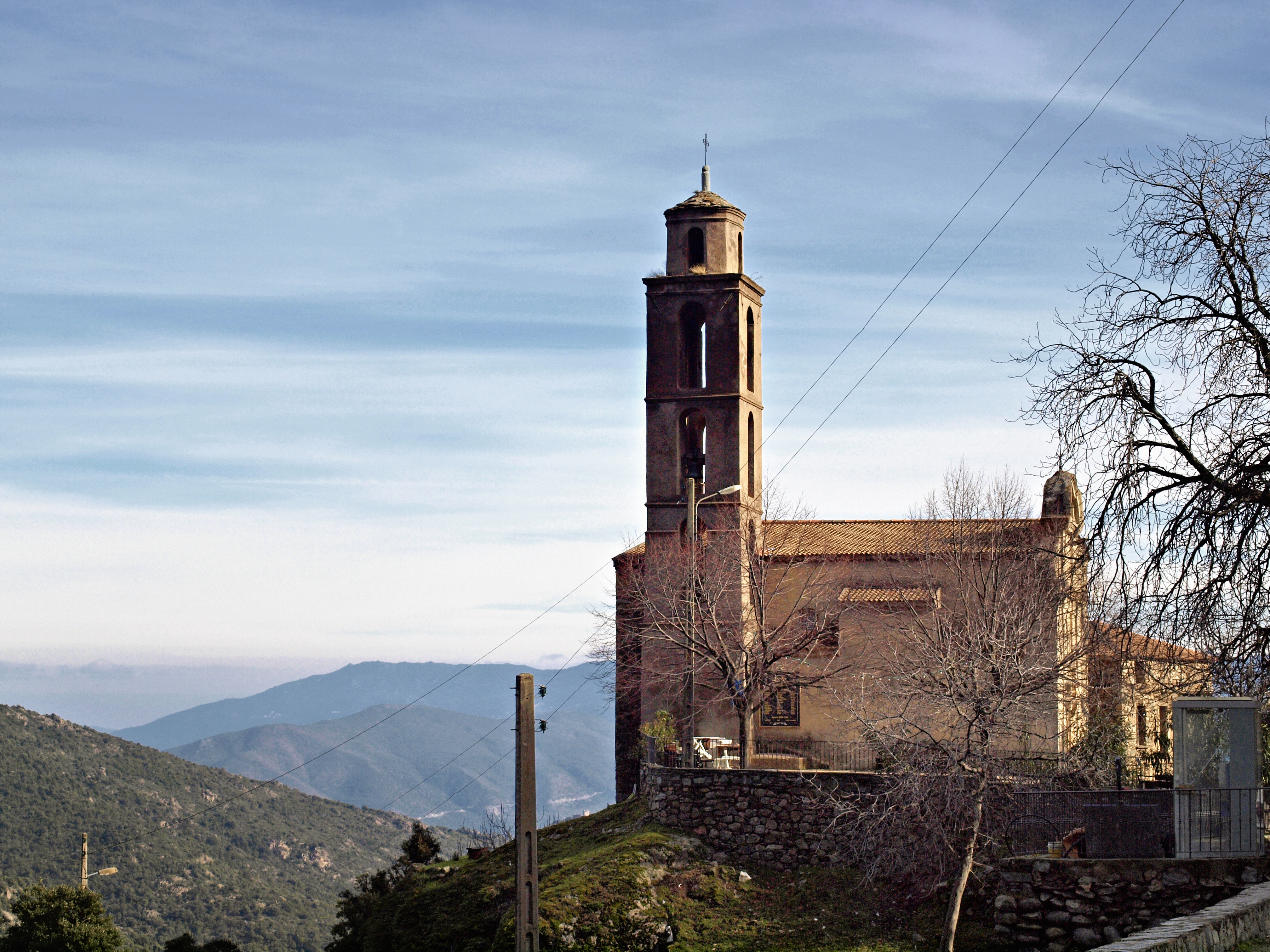
Приходская церковь св. Доминика
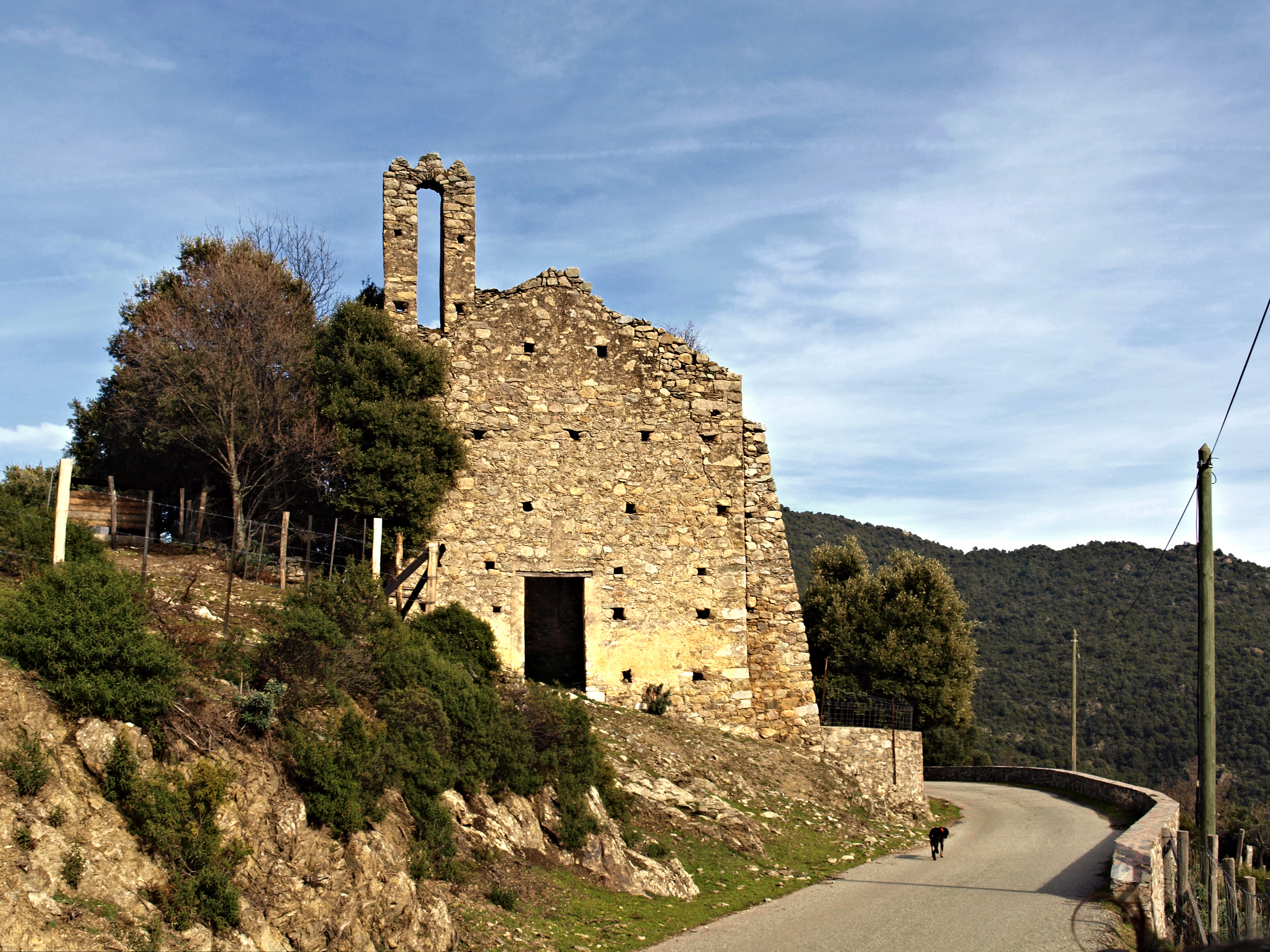
Руины церкви св. Иоанна